# Bundesautobahn 281
La Bundesautobahn 281 (BAB 281) è una brevissima autostrada della Germania, lunga circa 7 km, che collega la BAB 27 a nord di Brema con la parte occidentale della città. È parzialmente incompleta, ne è inoltre previsto un prolungamento verso sud per collegarla alla BAB 1.

## Percorso
| BAB 281 |           |                                 |      |                |                |
| Tipo    | n° uscita | Indicazione                     | km   | Corrispondenze | Strada europea |
|         | 1         | Trivio di Bremen Industriehafen | 0,0  |                |                |
|         | 2         | Bremen Burg Grambke             | 2,0  |                |                |
|         |           | Tratto in costruzione           |      |                |                |
|         | 3         | Bremen Seehausen                | 9    |                |                |
|         | 4         | Bremen Neustadter Hafen         | 10,3 |                |                |
|         | 5         | Bremen Woltmershausen           | 11,5 |                |                |
|         | 6         | Bremen Neustadt                 | 12,9 |                |                |
|         | 7         | Bremen Airport Stadt            | 14,5 |                |                |
|         | 8         | Uscita provvisoria              | 15,2 | Solo dir. Sud  |                |